# Гран-прі журі (Венеційський кінофестиваль)
Гран-прі журі (італ. Gran premio della giuria) — офіційна нагорода, яку з 1951 року вручають на Венеційському кінофестивалі. Вважається другою за значущістю нагородою поряд із головною премією фестивалю «Золотий лев».
Від 2013 року нагорода має нинішній титул, тоді як раніше її іноді називали «Спеціальним призом журі». Деномінація Гран-прі журі співвідноситься зі створенням окремої Спеціальної премії журі; дві нагороди є відповідниками Гран-прі та Призу журі, які присуджують на Каннському міжнародному кінофестивалі, та відповідають другому та третьому місцям після «Золотого лева» за найкращий фільм. Переможці Гран-прі журі отримують статуетку «Срібний лев», так само, як і переможці премії за найкращу режисерську роботу.

## Переможці
До 1951 року премію на Венеційському кінофестивалі не присуджувалия.
| Рік       | Фільм                              | Оригінальна назва                 | Режисер(и)                      | Країна                |
| --------- | ---------------------------------- | --------------------------------- | ------------------------------- | --------------------- |
| 1951      | Трамвай «Бажання»                  | A Streetcar Named Desire          | Еліа Казан                      | США                   |
| 1952      | Менді                              | Mandy                             | Александер Маккендрик           | Велика Британія       |
| 1953      | Нагорода не вручалася              | Нагорода не вручалася             | Нагорода не вручалася           | Нагорода не вручалася |
| 1954      | Адміністративна влада              | Executive Suite                   | Роберт Вайз                     | США                   |
| 1955–1957 | Нагорода не вручалася              | Нагорода не вручалася             | Нагорода не вручалася           | Нагорода не вручалася |
| 1958      | Коханці                            | Les amants                        | Луї Маль                        | Франція               |
| 1958      | Виклик                             | La Sfida                          | Франческо Розі                  | Італія                |
| 1959      | Особа                              | Ansiktet                          | Інгмар Бергман                  | Швеція                |
| 1960      | Рокко та його брати                | Rocco e i suoi fratelli           | Лукіно Вісконті                 | Італія                |
| 1961      | Мир тому, хто входить              | Мир входящему                     | Олександр Алов Володимир Наумов | СРСР                  |
| 1962      | Жити своїм життям                  | Vivre sa vie                      | Жан-Люк Годар                   | Франція               |
| 1963      | Блукаючий вогник                   | Le feu follet                     | Луї Маль                        | Франція               |
| 1963      | Вступ                              | Вступление                        | Ігор Таланкін                   | СРСР                  |
| 1964      | Євангеліє від Матвія               | Il vangelo secondo Matteo         | П'єр Паоло Пазоліні             | Італія                |
| 1964      | Гамлет                             | Гамлет                            | Григорій Козінцев               | СРСР                  |
| 1965      | Симеон Пустельник                  | Simón del desierto                | Луїс Бунюель                    | Мексика               |
| 1965      | Застава Ілліча                     | Застава Ильича (Мне двадцать лет) | Марлен Хуцієв                   | СРСР                  |
| 1965      | Відважна маленька людина           | Modiga mindre män                 | Лейф Крантц                     | Швеція                |
| 1966      | Чаппакуа                           | Chappaqua                         | Конрад Рукс                     | США                   |
| 1966      | Прощання з минулим                 | Abschied von gestern              | Александр Клуґе                 | ФРН                   |
| 1967      | Китай близько                      | La Cina è vicina                  | Марко Беллокйо                  | Італія                |
| 1967      | Китаянка                           | La Chinoise                       | Жан-Люк Годар                   | Франція               |
| 1968      | Богоматір Туреччини                | Nostra Signora dei Turchi         | Кармело Бене                    | Італія                |
| 1968      | Сократ                             | Le Socrate                        | Робер Лапужад                   | Франція               |
| 1969–1980 | Нагорода не вручалася              | Нагорода не вручалася             | Нагорода не вручалася           | Нагорода не вручалася |
| 1981      | Золоті мрії                        | Sogni d'oro                       | Нанні Моретті                   | Італія                |
| 1981      | Вони не носять фраків              | Eles não usam black tie           | Леон Гіршман                    | Бразилія              |
| 1982      | Імператив                          | Imperativ                         | Кшиштоф Зануссі                 | Польща                |
| 1983      | Бікефарр                           | Biquefarre                        | Жорж Рук'є                      | Франція               |
| 1984      | Фаворити Місяця                    | Le favoris de la lune             | Отар Іоселіані                  | Грузія                |
| 1985      | Танго, Ґардель у вигнанні          | Tangos, el exilio de Gardel       | Фернандо Соланас                | Аргентина             |
| 1986      | Чужа біла і рябий                  | Чужая белая и рябой               | Сергій Соловйов                 | СРСР                  |
| 1986      | Історія кохання                    | Storia d'amore                    | Франческо Мазеллі               | Італія                |
| 1987      | Гіп-гіп ура!                       | Hip hip hurra!                    | Челл Ґреде                      | Швеція                |
| 1988      | Табір Тирана                       | Camp de Thiaroye                  | Сембен Усман Тієрно Фаті Соу    | Сенегал               |
| 1989      | І стало світло                     | Et la lumière fut                 | Отар Іоселіані                  | Грузія                |
| 1990      | Ангел за моїм столом               | An Angel at My Table              | Джейн Кемпіон                   | Нова Зеландія         |
| 1991      | Божественна комедія                | A Divina Comédia                  | Мануел де Олівейра              | Португалія            |
| 1992      | Смерть неаполітанського математика | Morte di un matematico napoletano | Маріо Мартоне                   | Італія                |
| 1993      | Неслухняний Баббі                  | Bad Boy Bubby                     | Рольф Де Гір                    | Австралія             |
| 1994      | Природжені вбивці                  | Natural Born Killers              | Олівер Стоун                    | США                   |
| 1995      | Божественна комедія                | A Comédia de Deus                 | Жуан Сезар Монтейру             | Португалія            |
| 1995      | Фабрика зірок                      | L'uomo delle Stelle               | Джузеппе Торнаторе              | Італія                |
| 1996      | Розбійники. Глава 7                | Brigands, chapitre VII            | Отар Іоселіані                  | Грузія                |
| 1997      | Яйця круто                         | Ovosodo                           | Паоло Вірдзі                    | Італія                |
| 1998      | Кінцева зупинка — рай              | Terminus Paradis                  | Лучиан Пінтіліє                 | Румунія               |
| 1999      | Нас віднесе вітер                  | Bād mā rā khāhad bord             | Аббас Кіаростамі                | Іран                  |
| 2000      | Поки не настане ніч                | Before Night Falls                | Джуліан Шнабель                 | США                   |
| 2001      | Собачі дні                         | Hundstage                         | Ульріх Зайдль                   | Австрія               |
| 2002      | Будинок дурнів                     | Дом дураков                       | Андрій Кончаловський            | Росія                 |
| 2003      | Повітряний змій                    | Tayyara men wara                  | Ранда Чахаль Сабаг              | Ліван                 |
| 2004      | Море всередині                     | Mar adentro                       | Алехандро Аменабар              | Spain                 |
| 2005      | Марія                              | Mary                              | Абель Феррара                   | США                   |
| 2006      | Сезон засухи                       | Daratt                            | Махамат-Салех Гарун             | Чад                   |
| 2007      | Мене там немає                     | I'm Not There                     | Тодд Гейнс                      | США                   |
| 2007      | Кус-кус і барабулька               | La graine et le mulet             | Абделатіф Кешиш                 | Франція               |
| 2008      | Роса                               | Роса                              | Гаїль Ґеріма                    | Ефіопія               |
| 2009      | Душевна кухня                      | Soul Kitchen                      | Фатіх Акін                      | Німеччина             |
| 2010      | Необхідне вбивство                 | Essential Killing                 | Єжи Сколімовський               | Польща                |
| 2011      | Материк                            | Terraferma                        | Еммануеле Кріалезе              | Італія                |
| 2012      | Рай: Віра                          | Paradies: Glaube                  | Ульріх Зайдль                   | Австрія               |
| 2013      | Бродячі собаки                     | ˈ郊遊 / Les Chiens errants        | Цай Мінлян                      | Тайвань               |
| 2014      | Погляд тиші                        | Senyap                            | Джошуа Оппенгеймер              | Данія                 |
| 2015      | Аномаліза                          | Anomalisa                         | Чарлі Кауфман                   | США                   |
| 2016      | Нічні тварини                      | Nocturnal Animals                 | Том Форд                        | США                   |
| 2017      | Фокстрот                           | פוֹקְסטְרוֹט                          | Самуель Маоз                    | Ізраїль               |
| 2018      | Фаворитка                          | The Favourite                     | Йоргос Лантімос                 | Велика Британія       |